# Las Nieves (Chile)

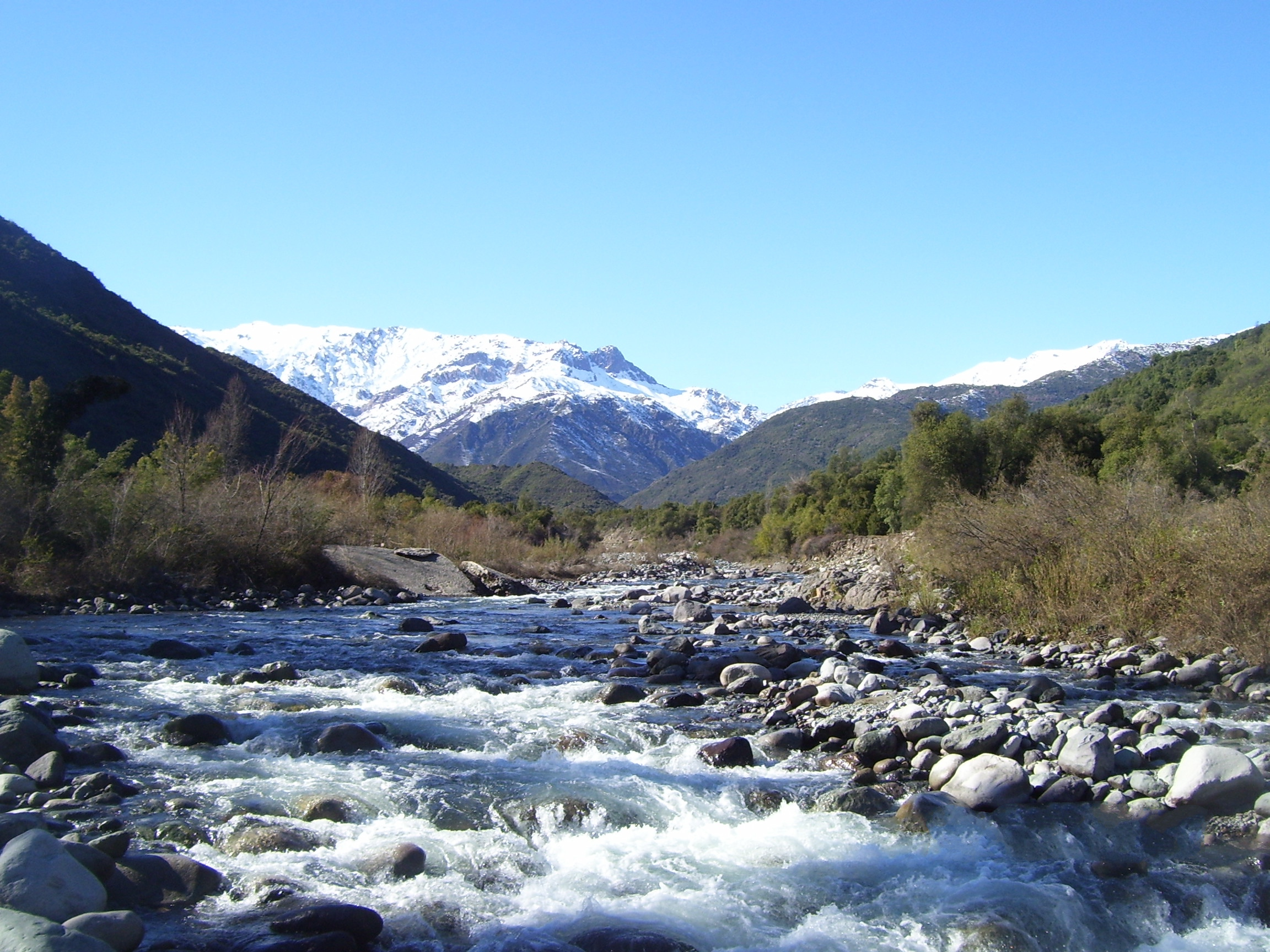
Río Claro en su paso por Las Nieves.

Las Nieves es una localidad chilena, ubicada en la comuna de Rengo, a 22 km de su capital comunal, en la Región del Libertador General Bernardo O'Higgins. El pueblo está enclavado en las faldas del cerro homónimo, en la Cordillera de Los Andes. 
Las Nieves es también el nombre de un fundo ubicado en el sector. Además la localidad es conocida por la central hidroeléctrica que entre 1917 y 1986 abasteció de energía a Rengo y otras localidades.
En Las Nieves existe un centro turístico en donde se practica trekking, ciclismo y otros deportes al aire libre.

## Central Las Nieves
En la localidad de La Nieves existe una central hidroeléctrica, del mismo nombre, que se alimenta del cauce del río Claro. Abasteció de energía a las comunas de Rengo, Rancagua y San Vicente de Tagua Tagua, pero actualmente se encuentra en desuso.
La Central Las Nieves comenzó a funcionar el 8 de septiembre de 1913, bajo la propiedad de la Sociedad Eléctrica Caupolicán. Esta usina permitiría alimentar de energía eléctrica al poblado de Rengo, y había sido iniciativa de Antonio Ferrer y Francisco Correa, quien era dueño de la Hacienda Las Nieves. El 5 de noviembre de 1917 la empresa propietaria de la central fue adquirida por la Compañía General de Electricidad Industrial (CGEI), actual CGE. En 1945 se integró al Sistema Interconectado Central (SIC). Finalmente fue cerrada en 1986.
Esta central está emplazada en un terreno de aproximadamente 7,5 hectáreas. Durante su época de máxima producción energética, funcionaba las 24 horas del día. Alcanzaba una potencia máxima de 720 kW, un nivel de generación de 380 V alternos y un nivel de salida de 15 kV por transformador.